# Кишм
Кишм — один из древних городов Тохаристана; административный центр одноимённого района Бадахшанской провинции Афганистана.
Город расположен примерно 70 километров к востоку от Талькана, на берегу одноимённой реки, левого притока Кокчи.

## История
До арабского завоевания Кишм входил в состав местного джабгу и правил здесь, как свидетельствуют Табари и Якуби, тюркский князь Хумар-бек. Китайский путешественник Сюаньцзан, посетивший Кишм (Ki-li-ssemo) и подвластные ему места, упоминает о нём как об области, относящейся к Бадахшану. Ценные сведения о Кишме (Скасем) оставил побывавший здесь в начале XIII века Марко Поло. Он пишет: «Проедешь двенадцать дней от Балха — тут замок Тайкан…, через три дня — город Скасем какого-то князя, а другие его города и городки в горах. Через этот город протекает большая река…, Скасем большая область… от этого города… три дня едешь туда, где жилья нет; и ни еды, ни питья там нет. Все это странники везут с собой. А через три дня область Балсиан (Бадахшан)… от Балсиана на юг, в десяти днях — Пасиай [в долине Пенджхира]». В XIII веке Кишм был центром большой области. Из рассказа Марко Поло видно, что Кишм не был завоёван монголами и до первой половины XIV века сохранил свою независимость.
При Тимуре, Шахрухе и Абу-Саиде Кишм номинально зависел от Самарканда, а затем Герата. Но фактическими правителями его была местная династия — бадахшанские шахи — Шах Бахааддин, Шах Махмуд и их потомки. В 1469—1505 годах здесь владычествовал Хосроу-шах, затем его вытеснили кочевые узбеки. Кишм вошёл в удел Махмуд-султана, которому Шейбани-хан пожаловал Тохаристан, Кундуз, Баглан и Бадахшан. После весьма краткого правления здесь узбекской династии Шейбанидов, власть над Бадахшаном и Кишмом перешла в руки Тимурида Назыр-мирзы, брата Бабура. Многократные попытки узбеков вновь завладеть Бадахшаном оказались тщетными. Тимуриды правили Бадахшаном до 1584 года, то есть до завоевания страны войсками Шейбанида Абдулла-хана II (1557—1598). С этого момента Бадахшан был включён в особый удел Абдалмумин-султана — Балхское ханство. Наместником хана в Кишме стал эмир Хафиз Али.
В XVI—XVII веках Кишм — столица Бадахшана. Когда и кем из правителей он был превращён в столицу обширной страны, источники умалчивают. Косвенные сведения об этом, однако, можно найти у Сиди Али реиса, проезжавшего через Кишм в июле 1585 года. «Прибыв в Кишм, столицу Бадахшана — рассказывает он, — мы осмотрели чарбаг падишаха, [а также] сад Хумаюна-падишаха, именуемый Давваба». Под «падишахом» имеется в виду Тимурид Сулейман-шах (1530—1575), с которым адмирал, до прибытия в Кишм, встречался в Талькане. Б. А. Ахмедов предполагал, что Кишм стал столицей именно во времена Сулейман-шаха.
В пору узбекского правителя из династии Аштарханидов Надир Мухаммад-хана Кишм входил в состав удела Абдулазиз-султана.